# Irpin (reka)
Irpin (ukrajinsko Ірпінь) je 162 km dolga reka v Ukrajini, desni pritok Dnepra, ki izvira pri vasi Jaropoviči v Žitomirski oblasti na severozahodu države in teče proti vzhodu ter severovzhodu do izliva v umetno Kijevsko jezero nedaleč od mesta Irpin, satelitskega naselja prestolnice Kijev. Naravno sotočje z Dneprom je bilo ob izgradnji zajezitve v času Sovjetske zveze poplavljeno. Da ne bi višja gladina Kijevskega jezera poplavila kotanje Irpina, so inženirji pri vasi Kozaroviči zgradili še en jez, kjer vode Irpina s črpalkami umetno dvignejo.
Irpin teče po osrčju kmetijske regije vzhodne Ukrajine in je pomemben za namakanje kmetijskih površin, v ta namen je bil tok v preteklosti močno reguliran z jezovi. Pred tem je bil tok znan po obširnih mokriščih, ki so med drugim ovirala napredovanje nemških sil med invazijo na Sovjetsko zvezo.
Med kijevsko ofenzivo v sklopu ruske invazije leta 2022  so branilci najprej razstrelili več mostov čez Irpin, da bi ovirali napredovanje ruskih sil. Na drugi dan invazije so nato odprli jez pri Kozarovičih in spet poplavili nekdanja mokrišča, kar je preprečilo napredovanje oklepnih enot, pri tem pa je bila poplavljena tudi vas Demidiv. Kasneje je ruski izstrelek jez poškodoval. Okoljevarstveniki se zdaj zavzemajo za to, da bi po vojni ohranili obnovljena mokrišča kot pomembno zatočišče vodnih organizmov, vendar povzročajo skrbi onesnažila na tem območju.